# Pezicula ocellata
Pezicula ocellata (Pers.) Seaver – gatunek grzybów z rodziny Dermateaceae.

## Systematyka i nazewnictwo
Pozycja w klasyfikacji według Index Fungorum: Pezicula, Dermateaceae, Helotiales, Leotiomycetidae, Leotiomycetes, Pezizomycotina, Ascomycota, Fungi.
Po raz pierwszy opisał go w 1801 r. Christiaan Hendrik Persoon, nadając mu nazwę Peziza ocellata. W 1951 r. Fred Jay Seaver przeniósł go do rodzaju Pezicula. Ma 10 synonimów. Niektóre z nich:
- Encoelia aurea (Pers.) Kirschst. 1935
- Ocellaria aurea var. congesta Grelet 1957
- Ocellaria aurea var. cornicola Kauffman & Kanouse 1929[2].

## Morfologia
Teleomorfa
Owocniki typu apotecjum wyrastają z podkładek, zwykle będących luźną tkanką strzępkową zmieszaną z tkanką żywiciela (pseudostromata). Występują zwykle w dużych ilościach przebijając się przez korę drzewa, czasami niewiele tylko nad nią wystając. Są siedzące (beztrzonowe) o okrągłej lub eliptycznej, płaskiej lub wklęsłej tarczce. Mają w stanie świeżym średnicę 0,6-2,0(-2,4) mm, po wyschnięciu 0,4-1,5(-2,0) mm. Powierzchnia naga, podczas suchej pogody oprószona, blada do jaskrawo pomarańczowej lub bardziej brązowawa. Wnętrze owocnika początkowo prawie całkowicie zamknięte, białawe, później otwierające się i odsłaniające hymenium. Brzeg nagi, tej samej barwy, zwykle dobrze rozwinięty, wypukły, mącznie biały, oprószony, w suchych warunkach mocno wywinięty, czasami go brak.
Worki często rzadkie, cylindryczno-maczugowate i często najszersze w dolnej połowie, o wierzchołku szeroko zaokrąglonym, zwężające się gwałtownie w krótki trzon, 8-zarodnikowe, ale często także z 1–6 zarodnikami. Aparat apikalny w odczynniku Melzera nieamyloidalny. Askospory nierównoboczne, elipsoidalne, z zaokrąglonymi końcami, rzadko lekko spiczaste, początkowo bez przegród, cienkościenne lub pogrubione do 1 µm, potem szkliste, 23,5–42 9,5–17,5 µm, ale w workach z mniejszą liczbą zarodników mogą wystąpić gigantyczne askospory o długości do 50 µm, po dojrzeniu 1–3(–4)-przegrodowe, o ściankach pogrubionych do 1,5 µm, szkliste lub jasnożółtobrązowe. Parafizy liczne, ściśle przylegające, na większej długości w postaci galaretowatej matrycy, z ziarnistym żółtym lub brązowawym materiałem w górnej części hymenium, nitkowate, tępe, septowane, słabo rozgałęzione, głównie w dolnej części, niektóre zespolone, o szerokości 2–3 µm, z żółtozielonymi kropelkami oleju. Ich komórki wierzchołkowe stopniowo nabrzmiewają do 5,5 µm, mają ziarnistą zawartość, szkliste, gładkie ściany i brak im gutuli.
Anamorfa
Podkładki prawdziwe (eustromata), zanurzone, okrągłe, widoczne jedynie jako niepozorne wzniesienia kory. Powstają w nich makrokonidia 27–46,5 × 11,5–15 µm, elipsoidalne, proste, rzadziej lekko zakrzywione, zaokrąglone na obu końcach, z ledwo wystającą blizną u nasady, szkliste, gładkie, bezprzegrodowe, wypełnione kropelkami oleju przeważnie o średnicy 2–4 µm; niektóre są bardziej wydłużone, wąsko maczugowate, z zaokrąglonymi wierzchołkami, stopniowo zwężające się w kierunku podstawy. Mikrokonidia nieznane.

## Zasięg występowania i siedlisko
Występuje w Europie, Ameryce Północnej, Azji, Nowej Zelandii, pojedyncze stanowiska podano także w Afryce Południowej. W Polsce do 2003 r. podano tylko dwa stanowiska i to dawne (Bogumił Eichler 1902 i Joseph Schroeter 1908), ale w późniejszych latach podano kilka nowych stanowisk.
Grzyb nadrzewny, saprotrof, w Polsce notowany na drewnie wierzby (Salix) i topoli (Populus).